# Guglielmo Pepe
«Гульєльмо Пепе» (італ. Guglielmo Pepe) — лідер ескадрених міноносців (пізніше есмінець) типу «Алессандро Поеріо» ВМС Італії початку XX століття.

## Історія створення
«Гульєльмо Пепе» був закладений 2 липня 1913 року на верфі «Ansaldo» в Генуї. Спущений на воду 17 вересня 1914 року, вступив у стрій 20 серпня 1915 року.
Свою назву корабель отримав на честь Гульєльмо Пепе, неаполітанського генерала та політика.

## Історія служби

### У складі ВМС Італії
Після в ступу Італії у Першу світову війну «Гульєльмо Пепе»  разом з однотипними «Чезаре Россарол» і «Алессандро Поеріо» був включений до складу II групи розвідників IV морської дивізії. Кораблі базувались у Венеції та діяли в Адріатиці.
1-2 листопада 1916 року «Алессандро Поеріо», «Гульєльмо Пепе», «Франческо Нулло» і «Джузеппе Міссорі» супроводжували атаку торпедних катерів MAS проти Фажани.
19 жовтня 1917 року італійська ескадра у складі кораблів «Алессандро Поеріо», «Гульєльмо Пепе», «Інсідіозо», «Сімоне Ск'яффіно» і «Піладе Брондзетті» вийшла з Бріндізі на перехоплення австро-угорської ескадри у складі крейсера «Гельголанд» та есмінців «Ліка», «Тріглав», «Татра», «Чепель», «Ор'єн» і «Балатон», які вийшли з Котору на перехоплення італійських конвоїв. «Гельголанд» і «Ліка» курсували поблизу Бріндізі, намагаючись виманити італійські кораблі в зону дії підводних човнів «U 32» і «U 40», але безуспішно.
2 жовтня 1918 року «Гульєльмо Пепе» разом з лінкором «Данте Аліг'єрі», скаутами «Чезаре Россарол», «Алессандро Поеріо» та есмінцями «Іпполіто Ньєво» і «Сімоне Ск'яффіно» і «Карло Альберто Раккія» брав участь в обстрілі Дураццо.
у 1921 році «Гульєльмо Пепе» був перекласифікований в есмінець. 

### У складі ВМС Іспанії
У жовтні 1937 року, під час громадянської війни в Іспанії, «Гульєльмо Пепе» разом з «Алессандро Поеріо» був переданий флоту франкістів, у складі якого отримав назву «Теруель» (ісп. Teruel). Офіційна передача відбулась 5 січня 1939 року.
Обидва кораблі одразу пройшли модернізацію. Корпус судна був збільшений на 1 м, осадка зменшилась з 3,11 м до 2,8 м. Була модифікована силова установка та замінене озброєння.
У травні 1938 року «Уеска» і «Теруель» зіштовхнулись і зазнали серйозних ушкоджень.
Під час війни «Теруель» захопив радянський пароплав «Зирянін» та американський танкер «Nantucket Chief»
Після закінчення війни обидва кораблі використовувались в основному як навчальні.
У 1953 році «Теруель» був виведений зі складу флоту і зданий на злам.